# Kromskaia
Kromskaia (en rus: Кромская) és un poble de l'óblast de Kursk, a Rússia, que en el cens del 2010 tenia 24 habitants. Pertany al districte rural de Fatej.